# Francisco Magaña
El Coronel Francisco Magaña fue un militar mexicano. Militó en las filas liberales durante la Guerra de Reforma y luego durante la Segunda Intervención Francesa en México. Operó la mayor parte de su carrera militar en el Estado de Colima. El Coronel Magaña es conocido ya que nunca se sometió a las autoridades imperiales, siendo objeto de muchas persecuciones. Participó activamente durante la Batalla del Guayabo y luego, tiempo después fue nombrado Presidente Municipal en Zapotlán. Murió el 18 de octubre de 1885.